# Skip Day
Pour plus de détails, voir Fiche technique et Distribution.
Skip Day est un film américain réalisé par Patrick Bresnan et Ivete Lucas, sorti en 2018.

## Fiche technique
- Titre : Skip Day
- Réalisation : Patrick Bresnan et Ivete Lucas
- Scénario : Patrick Bresnan et Ivete Lucas
- Photographie : Patrick Bresnan et Joaquin del Paso
- Son : Eric Fried
- Montage : Ivete Lucas
- Société de production : Otis Lucas Films
- Pays de production :  États-Unis
- Durée : 17 minutes
- Date de sortie : France - mai 2018 (Festival de Cannes - Quinzaine des réalisateurs)[1]

## Distinctions

### Récompenses
- Prix Illy du court métrage au Festival de Cannes 2018[2]
- Grand prix du festival Doc en courts 2018[3]

### Sélections
- Festival Silhouette de Paris 2018[4]
- Festival international du film documentaire d'Amsterdam 2018[4]